# Légitime défense en droit français
Pour un article plus général, voir Légitime défense.
En droit pénal français, la légitime défense peut concerner à la fois les individus et les biens. Elle est une exception juridique. Elle interrompt l'« action au pénal » contre un prévenu qui aura fait cesser une agression contre lui-même ou autrui par des moyens en d'autres cas interdits. 

## Concernant les individus
La légitime défense est prévue à l'article 122-5 du code pénal dans son livre premier (Disposition Générales). C'est une cause d'irresponsabilité pénale, ce qui signifie qu'elle empêche que soit engagée la responsabilité pénale de l'auteur bien que l'infraction soit constituée dans tous ses éléments (éléments légal, matériel et moral). Il s'agit plus précisément d'un fait justificatif, c'est-à-dire une cause d'irresponsabilité liée à l'infraction elle-même et non à son auteur.
« N'est pas pénalement responsable la personne qui, devant une atteinte injustifiée envers elle-même ou autrui, accomplit dans le même temps, un acte commandé par la nécessité de la légitime défense d'elle-même ou d'autrui, sauf s'il y a disproportion entre les moyens de défense employés et la gravité de l'atteinte » (art 122-5 CP)
Pour agir dans le cadre de la légitime défense des personnes, l'agression contre soi-même ou autrui doit répondre à trois conditions (cumulatives) :
- actuelle : le danger est imminent ;
- injustifiée : l'agression est interdite – riposter aux forces de police pendant une manifestation par exemple ne peut être considéré comme de la légitime défense ;
- réelle : l'agression ne doit pas être putative (la jurisprudence admet cependant que des éléments trompeurs peuvent justifier une légitime défense putative[3]).

En outre, la défense doit répondre à trois critères (cumulatifs également) :
- nécessaire : il n'y a aucun autre moyen de se soustraire au danger ;
- simultanée : la réaction doit être immédiate, par exemple : on ne doit pas agir par vengeance ou dans le but de stopper l'agresseur en fuite ;
- proportionnée à l'agression : il ne doit pas y avoir d'excès dans la riposte.

Il existe en droit français deux cas dans lesquels la légitime défense est présumée : d'une part, pour repousser, de nuit, l'entrée par effraction, violence ou ruse dans un lieu habité ; et d'autre part, pour se défendre contre les auteurs de vols ou de pillages exécutés avec violence. Dans ces cas, le défendeur n'aura pas à prouver qu'il était en état de légitime défense. La charge de la preuve est supportée par la partie adverse.
La notion de « légitime défense différée » évoquée à l'occasion de l’affaire Jacqueline Sauvage est erronée, si ce n'est inexistante, sur le plan juridique, puisque la légitime défense ne peut être exécutée que dans la concomitance de l'agression et non plusieurs minutes ou plusieurs heures après celle-ci.

## Concernant les biens
La légitime défense s'applique également aux atteintes aux biens.
Les conditions d'application sont les mêmes, à l'exception de l'homicide volontaire qui n'est en aucun cas légitimé dans la défense d'un bien. 
Si concernant la défense des individus, la loi dispose d'une présomption de proportionnalité en faveur de la victime de l'agression, il appartient à la personne demandant le bénéfice de la légitime défense des biens de prouver que sa riposte était bien mesurée par rapport à l'agression. 
La légitime défense ne peut être admise en matière d'atteinte aux biens que lorsque l'acte commis a pour objet d'interrompre l'exécution d'un crime ou d'un délit.